# Черевичный, Иван Иванович
Иван Иванович Черевичный (31 марта 1909, село Голта, Херсонская губерния — 15 февраля 1971, Москва) — советский полярный лётчик. Герой Советского Союза.

## Биография
Родился 31 марта 1909 года в селе Голта Ананьевского уезда Херсонской губернии (ныне — район города Первомайска Николаевской области Украины).
В 1926 году окончил 7 классов школы в родном селе. В 1926—1928 годах работал землекопом на строительстве Первомайской ГЭС.
В Красной Армии с декабря 1928 года. В 1929 году окончил Ленинградскую военно-теоретическую школу ВВС, в 1929—1930 годах обучался в Борисоглебской военной авиационной школе лётчиков. С марта 1930 года — в запасе.
В апреле—ноябре 1930 года работал слесарем на заводе в Москве. В 1931 году окончил Московскую школу лётчиков Осоавиахима, был оставлен в ней лётчиком-инструктором.
Вновь в Красной Армии с марта 1932 года. Служил лётчиком-инструктором в Пермской объединённой военной школе лётчиков и авиатехников. С марта 1933 года — в запасе.
В 1933—1934 — лётчик-инструктор Центральной лётной школы Осоавиахима (Тушино).
С апреля 1934 года работал пилотом и командиром корабля в Управлении полярной авиации Главсевморпути. Участвовал в исследовании новых воздушных трасс в Сибири, ледовой разведке в Карском море и море Лаптевых, в проводке судов по Северному морскому пути. В 1938 году участвовал в снятии экспедиции И. Д. Папанина с дрейфующей станции «Северный полюс-1».
В марте — мае 1941 года И. И. Черевичный возглавил воздушную экспедицию, которая на самолёте «СССР Н-169» совершила несколько посадок на лёд в районе Арктического бассейна и впервые достигла района полюса относительной недоступности или «Полюса недоступности», как тогда называлась никогда не виданная человеком, наиболее удалённая от суши и труднодоступная, расположенная почти в центре Арктики территория, в 1500 км к северо-северо-востоку от острова Врангеля, площадью около 3 млн км². За 144 лётных часа самолёт, ведомый И. И. Черевичным, покрыл расстояние в 26 000 км. По оценкам известных полярных исследователей таких как О. Ю. Шмидт, И. Д. Папанин — это была победа, соизмеримая с покорением Северного полюса.

Могила Черевичного на Новодевичьем кладбище Москвы

Участник Великой Отечественной войны. В августе 1941 года совершил уникальный перелёт из Москвы в Америку через Аляску с группой высокопоставленных специалистов для заключения договора по ленд-лизу.
В дальнейшем участвовал в боевых действиях на севере, занимался проводкой во льдах судов, спасением полярников с уничтоженных фашистами полярных станций и потопленных судов.
В послевоенные годы советские исследования в Арктике получили дальнейшее развитие. В 1948 году была организована и проведена высокоширотная воздушная экспедиция «Север-2» под руководством начальника Главсевморпути А. А. Кузнецова. Работы экспедиции были организованы «методом прыгающих групп». С этой целью в разные части Арктического бассейна на самолётах забрасывались отряды исследователей. Весной 1949 года в ходе Высокоширотной воздушной экспедиции «Север-4» Черевичный, Котов, Титлов, Задков и другие полярные асы высаживали учёных на лёд уже в 30 точках. Эти экспедиции были логическим завершением отважных полётов отряда Черевичного на полюс относительной недоступности в 1941 году. Итоги двух высокоширотных воздушных экспедиций высоко оценила Родина.
Указом Президиума Верховного Совета СССР от 6 декабря 1949 года за многолетнюю работу в полярной авиации, мужество и героизм Черевичному Ивану Ивановичу присвоено звание Героя Советского Союза с вручением ордена Ленина и медали «Золотая Звезда».
В 1955—1957 годах И. И. Черевичный — командир авиационного отряда Первой Комплексной антарктической экспедиции, руководимой Героем Советского Союза М. М. Сомовым. Участник воздушной высокоширотной экспедиции 1958—1960 годов.
Жил в городе-герое Москве.
Скончался 15 февраля 1971 года. Похоронен в Москве на Новодевичьем кладбище.
Награждён тремя орденами Ленина, орденом Красного Знамени, двумя орденами Трудового Красного Знамени (03.05.1940, «за выдающиеся заслуги в деле освоения Северного Морского Пути и районов Крайнего Севера, а также за образцовую и самоотверженную работу в период арктических навигаций 1938 и 1939 годов»; …), орденами Красной Звезды, «Знак Почёта», медалями.
В честь И. И. Черевичного названа бухта Черевичного (море Лаптевых, полуостров Таймыр).